# Søren Christensen (chefredaktør)
 Der er flere personer med dette navn, se Søren Christensen.
Søren Rosenlund Christensen (født 26. januar 1976 i Tønder, død 7. februar 2020 i en akutlægehelikopter) var en dansk journalist, der fra 1. september 2019 til sin død var chefredaktør for Nordjyske Medier. Fra 2009 til 2014 var han chefredaktør for Dagbladet Ringkøbing-Skjern, og fra 2014 til 2019 var han chef for Bornholms Tidende

## Karriere
Efter endt uddannelse som journalist blev Søren Christensen ansat hos JydskeVestkystens lokalredaktioner i Aabenraa og Tønder. Derefter kom han til Berlingske Lokalaviser-regi, hvor han var redaktør for flere lokalaviser i det sønderjyske. I 2007 kom til Ringkøbing og det tidligere Ringkjøbing Amts Dagblad. Først var han i to år redaktionschef, inden han blev avisens chefredaktør, samt en plads i chefredaktionen i Midtjyske Medier.

## Privat
Søren Christensen var født og opvokset i Tønder. Han var gift med Arina Nell Richter, og sammen har de sønnerne Frederik og Stian Rosenlund Richter.

### Død
Den 5. februar 2020 blev Søren Christensen under en cykeltur ved Storvorde påkørt bagfra af en bil. Dagen efter blev han udskrevet fra Aalborg Universitetshospital, men måtte 7. februar igen indlægges på grund af en infektion med kødædende bakterier i et sår fra ulykken. Trods operation og behandling i Aalborg, valgte man at overflytte ham til specialister på Rigshospitalet. Under transporten i en akutlægehelikopter opstod yderlige komplikationer, og Søren Christensen blev kl. 17.22 erklæret død. Ifølge en afgørelse fra Patienterstatningen kunne hans død være undgået, hvis han ikke var blevet udskrevet for tidligt efter ulykken.
Fra samme kirke hvor Søren Christensen var døbt og konfirmeret, blev han 14. februar 2020 bisat fra Tønder Kristkirke, og urnen efterfølgende nedsat på Tønder Kirkegård.